# Lactobacillus delbrueckii
Lactobacillus delbrueckii è una specie di batterio appartenente alla famiglia delle Lactobacillaceae. Esso comprende le seguenti quattro sottospecie:
- Lactobacillus delbrueckii subsp. bulgaricus
- Lactobacillus delbrueckii subsp. delbrueckii
- Lactobacillus delbrueckii subsp. indicus
- Lactobacillus delbrueckii subsp. lactis

- Lactobacillus delbrueckii subsp. indicus
- Lactobacillus delbrueckii subsp. lactis

## Storia

### Denominazione
La specie porta il nome di Max Delbrück, che ha dato il suo nome all'Istituto di Berlino per le Industrie della Fermentazione, dove L. delbrueckii e L. delbrueckii subsp. bulgaricus furono prodotti su scala industriale dal 1896 circa. (L'Istituto Delbrück era situato a Berlino Est e intorno al 1967 è stato rinominato "Institut für Gärungsgewerbe und Biotechnologie zu Berlin (IFGB)". )

### Sottospecie
Un articolo pubblicato nel 1983 da Weiss, Schillinger e Kandler descriveva l'alto grado di identità condivisa tra le sottospecie di L. delbrueckii , che erano state precedentemente considerate specie separate.

## Effetti
Il Lactobacillus delbrueckii, in particolare il subsp. delbrueckii LDD01 inibisce efficacemente la crescita di Klebsiella pneumoniae, un batterio che può causare patologie gravi a carico dell’apparato urinario e polmonare.
È inoltre in grado di inibire 4 dei più importanti ceppi di Escherichia coli diarrogenico, estremamente pericoloso per la salute dell'uomo.